# Нара (река)
На́ра — река в Московской и Калужской областях России, левый приток Оки.
Средний расход воды — 5,5 м³/с. Высота истока — 170 м над уровнем моря. Высота устья — 107 м над уровнем моря. Уклон реки — 0,399 м/км.

## Описание

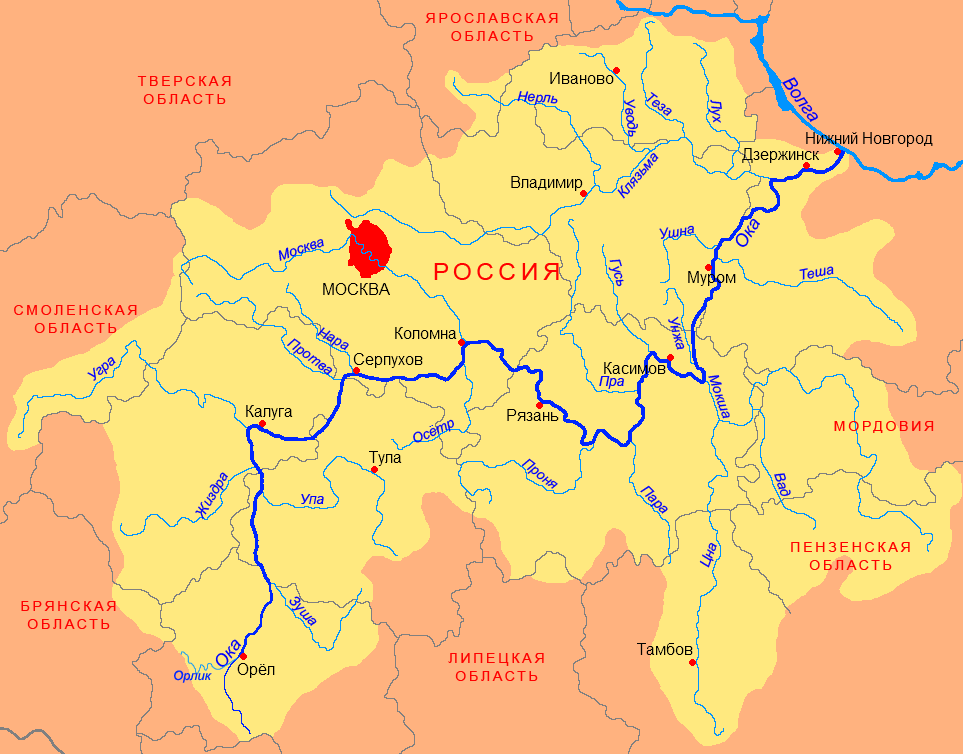
Бассейн Оки

Длина — 158 км, площадь бассейна — 2030 км². Среднегодовой расход воды в среднем течении — 5 м³/с. Половодье в апреле, дождевые паводки в сентябре-ноябре, замерзает в начале декабря, вскрывается в начале апреля. Вытекает из Полецкого озера на Московской возвышенности, протекает через Нарские пруды. Питание преимущественно снеговое. В верховьях берега низкие, в среднем и нижнем течении — возвышенные.
На Наре расположены города Наро-Фоминск и Серпухов.
Гидроним Нара балтийского происхождения (nara в переводе с лит. — «поток»).
Река Нара подробно описана в составленной в Разрядном приказе «Книге Большому чертежу» первой половины XVII века (протограф 1627 года):

…А ниже Тарусы 8 верст пала в Оку река Поротва.
А ниже реки Поротвы пала река Нара, от Поротвы верст з 12.
А на реке на Наре, от устья с верху на левом берегу, город Серпухов, от Оки с версту.
А ниже Серпухова на Наре монастырь Высоцкой под бором.
А на другои стороне реки на Наре, ниже Серпухова под другим бором, монастырь Владычень; а ниже реки Нары з другои стороны пала в Оку речка Скнига.
А ниже Нары и Скниги на Оке перевоз, а на тот перевоз мимо Серпухова с Москвы дорога на Тулу.
А до Тулы от Серпухова 70 верст …
… А река Нара вытекла от Москвы реки близко, от Можаиска верст з 20 и больши.
А от усть реки Нары до Коширы 40 верст…

Устьевой участок (2 км) Нары судоходен и включён в «Перечень ВВП РФ»-2002. Здесь находится отстойный пункт судов (затон).

## Притоки (км от устья)
- 66 км: река Истья (пр)
- 77 км: река Черничка (лв)
- 84 км: река Кременка (лв)
- 117 км: река Берёзовка (Архангела) (лв)
- 118 км: река Гвоздня (лв)
- 128 км: река Плесенка (пр)
- 129 км: река Иневка (лв)
- 133 км: река Тарусса (Таруса) (пр)
- 145 км: река Трасна (лв)

Мелкие притоки:
- Серпейка — левый
- Чавра — правый
- Теменка — левый
- Чернишня
- Шатуха
- Черничка
- Смиренница
- Мята — левый

## В культуре
О реке Наре написана одноимённая песня поэта и барда Юрия Визбора: «Так давай споём на пару: про Тамару, про гитару, И про речку нашу Нару, что как девочка бежит».